# Закон понашања
Епизода Закон понашања је 22. епизода 11. сезоне серије "МЗИС: Лос Анђелес". Премијерно је приказана 26. априла 2020. године на каналу ЦБС.

## Опис
Сценарио за епизоду и режију је редио Френк Милитари.
Сем, Кален и Раунтри су отпутовали у Авганистан да помогну на осетљивом случају након што су двојица МВК-оваца изјавила како је њихов надређени убио ненаоружаног затвореника.
У овој епизоди се појављује пуковница Сара Мекензи.

## Ликови

### Из серијеМЗИС: Лос Анђелес
- Крис О’Донел као Гриша Кален
- Данијела Руа као Кензи Блај
- Ерик Кристијан Олсен као Мартин А. Дикс
- Берет Фоа као Ерик Бил
- Рене Фелис Смит као Нел Џоунс
- Линда Хант као Хенријета Ленг
- Ел Ел Кул Џеј као Сем Хана

### Из серијеВојни адвокати
- Кетрин Бел као Сара Мекензи